# Ittoku Kishibe
Shūzō Kishibe (岸部 一徳 Kishibe Shūzō?,  Kioto, Japón, 9 de enero de 1947), mejor conocido bajo su nombre artístico de Ittoku Kishibe (岸部 一徳 Kishibe Ittoku?), es un actor y músico japonés, afiliado a UN et NEUF. El tercero de nueve hermanos, Kishibe asistió y se graduó de la Kyoto Municipal Fushimi Technical High School. Entre 1966 y 1983, fue bajista del grupo The Tigers junto a su hermano menor Shirō. Kishibe también fue brevemente miembro del grupo Pyg entre 1971 y 1972; en años posteriores se volcó a la actuación.

## Filmografía

### Películas
| Año  | Título                                   | Papel                     |
| ---- | ---------------------------------------- | ------------------------- |
| 1983 | Toki o Kakeru Shōjo                      | Toshimi Fukushima         |
| 1984 | The Funeral                              | Akira                     |
| 1985 | Lonely Heart                             | Tetsu Yoshida             |
| 1985 | Gray Sunset                              | Yoshikazu Ishimoto        |
| 1986 | His Motorbike, Her Island                | Reportero                 |
| 1986 | Final Take                               | Director Ogata            |
| 1989 | Violent Cop                              | Nito                      |
| 1990 | The Sting of Death                       | Toshio                    |
| 1991 | Rainbow Kids                             | Daisaku Yanagawa          |
| 1993 | Rampo                                    | Cafe owner                |
| 1993 | Kaettekita Kogarashi Monjirō             |                           |
| 1993 | Samurai Kids                             |                           |
| 1996 | Sleeping Man                             | Chief                     |
| 1999 | Shark Skin Man and Peach Hip Girl        | Tanuki                    |
| 1999 | Keiho                                    | Inspector Nagoshi         |
| 2000 | Face                                     | Eiichi Hanada             |
| 2000 | New Battles Without Honor and Humanity   | Awano                     |
| 2001 | Onmyoji                                  | The Emperor               |
| 2003 | Get Up!                                  | Kaneyama                  |
| 2003 | Zatōichi                                 | Inosuke Ginzo             |
| 2004 | 69                                       | Matsunaga sensei          |
| 2004 | Survive Style 5+                         | Tatsuya Kobayashi         |
| 2004 | Vital                                    | Dr. Kashiwabuchi          |
| 2004 | Lady Joker                               | Seiichi Shirai            |
| 2005 | Itsuka dokusho suruhi]'                  | Takanashi                 |
| 2005 | Aegis                                    |                           |
| 2006 | Hula Girls                               | Norio Yoshimoto           |
| 2007 | Battery                                  |                           |
| 2007 | Hero                                     | Kaoru Kayama              |
| 2007 | Adrift in Tokyo                          | Ittoku Kishibe (él mismo) |
| 2008 | 10 Promises to My Dog                    |                           |
| 2008 | Aibō The Movie                           | Kohken Onoda              |
| 2008 | Chameleon                                |                           |
| 2008 | Jirocho Sangokushi                       |                           |
| 2008 | Happy Flight                             | Shoji Takahashi           |
| 2008 | GS Wonderland                            |                           |
| 2009 | Osaka Hamlet                             |                           |
| 2009 | Asahiyama Zoo Story: Penguins in the Sky | Seinosuke Yanagihara      |
| 2009 | Nonchan Noriben                          |                           |
| 2009 | Tsuribaka Nisshi 20: Final               |                           |
| 2010 | 13 asesinos                              | Tokubei Sanshuya          |
| 2010 | Sword of Desperation                     | Tsuda                     |
| 2011 | Tada's Do-It-All House                   |                           |
| 2011 | Someday                                  | Osamu                     |
| 2012 | Tenchi: The Samurai Astronomer           |                           |
| 2013 | Jokyo Monogatari                         |                           |
| 2013 | A Boy Called H                           |                           |
| 2013 | The Backwater                            | Detective                 |
| 2013 | Human Trust                              | Kazuyoshi Honjo           |
| 2014 | Lady Maiko                               | Orikichi Kitano           |
| 2017 | Tap The Last Show                        | Kiichirō Mōri             |
| 2018 | Sakura Guardian in the North             |                           |
| 2018 | Recall                                   | Takeshi Kanō              |
| 2018 | Lying to Mom                             | Yukio Suzuki              |
| 2019 | Hikinige                                 | Detective Yanagi          |
| 2020 | Ichido mo Uttemasen                      |                           |